# Кабанов, Андрей Викторович
Андре́й Ви́кторович Каба́нов (9 августа 1971, Таганрог) — российский гребец-каноист, выступал за сборную России в середине 1990-х — начале 2000-х годов. Чемпион Европы и мира, многократный чемпион всероссийских первенств, участник летних Олимпийских игр в Атланте, победитель этапов Кубка мира и прочих международных регат. На соревнованиях представлял Ростовскую область и спортивный клуб Министерства обороны РФ, заслуженный мастер спорта.

## Биография
Андрей Кабанов родился 9 августа 1971 года в Таганроге, Ростовская область. Активно заниматься греблей начал в раннем детстве, проходил подготовку в таганрогских детско-юношеских спортивных школах № 30 и № 2. Позже тренировался под руководством А. Абрамянца, выступал за вооружённые силы, в частности за спортивный клуб Министерства обороны Российской Федерации. Первого серьёзного успеха добился в 1993 году, когда завоевал две золотые медали на взрослом всероссийском первенстве, с двухместным каноэ на дистанциях 500 и 1000 метров (всего в течение десяти лет в различных дисциплинах становился чемпионом России 19 раз). Попав в основной состав национальной сборной, побывал на чемпионате мира в Копенгагене, откуда привёз две награды серебряного достоинства, выигранные с четвёркой на километровой и полукилометровой дистанциях. Год спустя выиграл золото на мировом первенстве в Мехико, его четырёхместный экипаж на двухстах метрах обогнал всех соперников. За это достижение по итогам сезона удостоен почётного звания «Заслуженный мастер спорта России».
Благодаря череде удачных выступлений в 1996 году Кабанов удостоился права защищать честь страны на летних Олимпийских играх в Атланте, вместе со своим партнёром Павлом Коноваловым участвовал в заплывах двоек на 500 метров — успешно вышел в финальную стадию, однако в решающей гонке финишировал лишь шестым.
В 1997 году получил бронзу на чемпионате мира в канадском Дартмуте, заняв третье место среди четвёрок на дистанции 500 метров. Через год взял две бронзы и серебро ни мировом первенстве в венгерском Сегеде: с четвёркой на двухстах, пятистах и тысяче метров соответственно. Сезон 1999 года оказался самым успешным в его карьере — он завоевал две золотые медали на чемпионате Европы в хорватском Загребе и три на чемпионате мира в Милане, одержав победу во всех трёх программах четырёхместных каноэ. В следующем году на европейском первенстве в Познани защитил чемпионское звание в полукилометровом зачёте, затем на первенстве Европы в Милане ещё раз защитил этот титул. Последнего значимого результата добился на чемпионате мира 2002 года в испанской Севилье, когда выиграл серебро в полукилометровом заплыве каноэ-четвёрок.
После завершения спортивной карьеры Андрей Кабанов перешёл на тренерскую работу, был старшим тренером молодёжной сборной России по гребле на байдарках и каноэ. В настоящее время занимает должность заместителя директора государственного училища олимпийского резерва в городе Бронницы.